# Renée Adorée
Renée Adorée, poznata i kao Jeanne de la Fonte (Lille, 30. rujna 1898. – Tujunga u Kaliforniji, 5. listopada 1933.), francuska filmska glumica, zvijezda hollywoodskih nijemih filmova dvadesetih godina 20. stoljeća. 
Rođena je u Lilleu u obitelji cirkuskih umjetnika s kojima je odmalena nastupala u putujućim cirkusima diljem Europe. Zahvaljujući plesnim vještinama stječe ugled i izvan europskih granica (do izbijanja Prvog svjetskog rata nastupa po Rusiji i u Australiji) te 1919. oedlazi u New York, u kojem prvotno igra sporedne uloge u manjim gradskim kazalištima (Schubertovo kazalište na Broadwayu). Već sljedeće godine dobiva glavnu ulogu u nijemoj filmskoj drami Najjači u režiji Georgesa Clemenceaua.
Naslov hollywoodske zvijezde stječe igrajući u  Vječnoj borbi i Velikom mimohodu, po mnogima najboljem nijemom filmu uopće. Prje smrti glumila je i u dva zvučna filma. Bila je oiznata i po kratkotrajnom braku s glumcem Tomom Mooreom, jednim od najutjecajnijih nijemofilmaša. Umrla je od tuberkuloze u 35. godini života, na vrhuncu stvaralaštva. Pokopana je u Hollywoodu, koji joj se za dostignuća u filmskoj umjetnosti odužio zvijezdom na stazi slavnih.
Ostala je poznata po glumačkim duetima s meksičkom zvijezdom nijemog filma Ramonom Novarrom i višegodišnjoj suradnji s Johnom Gilbertom, vremenom okrunjenu i istodobno zapečaćanu kratkotrajnim brakom.

## Galerija slika
- Prizor iz Velikog mimohoda
- Fotoportret, The New Movie Magazine, svibanj 1930.
- Fotoportet, Fotoplay Magazine, 1924.
- Na oglasu za nijemi film Najjači
- Na oglasu za nijemi film Najjači
- S Lewom Codyem u filmu Gospodin i Gospođa